# Janusz Tazbir

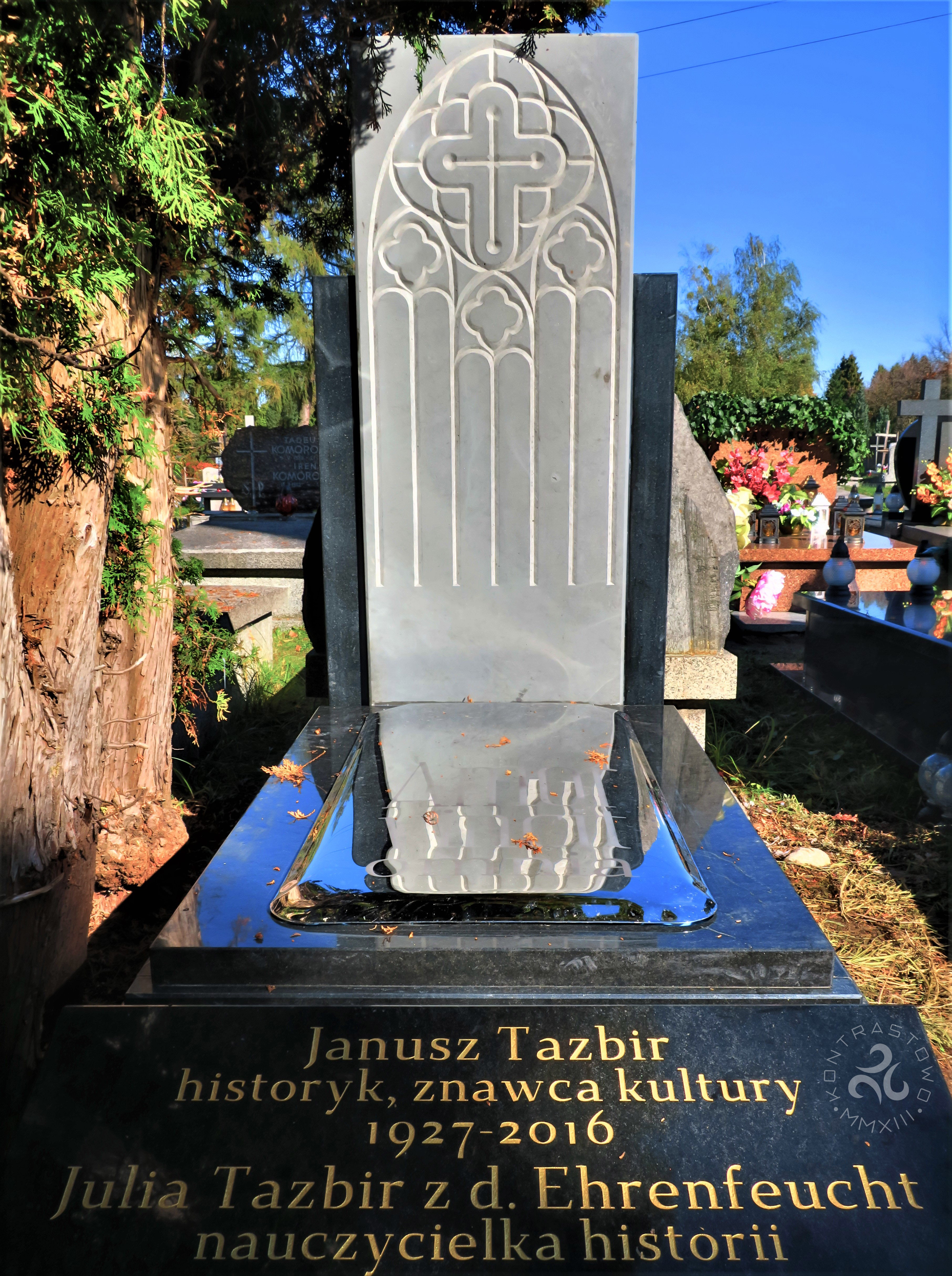
Nagrobek Janusza Tazbira. (autor: arch. Tomasz Skorupa)

Janusz Tazbir (ur. 5 sierpnia 1927 w Kałuszynie, zm. 3 maja 2016 w Warszawie) – polski historyk, profesor nauk humanistycznych, badacz dziejów kultury staropolskiej oraz reformacji i kontrreformacji w Polsce, członek Polskiej Akademii Nauk.

## Życiorys
Ukończył VII Liceum Ogólnokształcące im. Juliusza Słowackiego w Warszawie (świadectwo dojrzałości uzyskał w 1947), następnie studiował historię na Uniwersytecie Warszawskim. Magisterium uzyskał w Instytucie Historii UW w 1950. Tam też uzyskał w 1954 stopień doktorski (kandydat nauk historycznych) na podstawie rozprawy napisanej pod kierunkiem Władysława Tomkiewicza. 
We wczesnym okresie swojej kariery Tazbir angażował się w ideologicznie nacechowane publikacje, jak artykuł Fałsz Historyczny i Zdrada Narodu w Pracach O. Haleckiego (z 1953 roku), w którym ostro krytykował Oskara Haleckiego z pozycji marksistowsko-leninowskich, co odzwierciedlało ówczesne naciski polityczne na polską historiografię.
Habilitował się w 1960 w Instytucie Historii Polskiej Akademii Nauk. Profesorem nadzwyczajnym został w 1966, a profesorem zwyczajnym w 1973. Pracownik IH PAN w latach 1953–1997 (zastępca dyrektora 1968–1983, dyrektor 1983–1990). Wiceprezes PAN w latach 1999–2003. Był członkiem PAN: korespondentem od 1983, rzeczywistym od 1989. Był członkiem czynnym Polskiej Akademii Umiejętności i członkiem Komitetu Nauk Historycznych Polskiej Akademii Nauk. Jako członek Rady Języka Polskiego przy Prezydium PAN od 1996 r., czyli od początku jej istnienia, był współodpowiedzialny m.in. za wszystkie uchwały ortograficzne Rady.
W 1965 został redaktorem naczelnym rocznika „Odrodzenie i Reformacja w Polsce”. W latach 1986–1989 był członkiem Ogólnopolskiego Komitetu Grunwaldzkiego. Był przewodniczącym rady naukowej Polskiego Słownika Biograficznego. Przez wiele lat pełnił funkcję przewodniczącego Centralnej Komisji do Spraw Stopni i Tytułów. Był członkiem Stowarzyszenia Pisarzy Polskich oraz prestiżowych gremiów naukowych m.in. Nagrody Naukowej KLIO (członek jury od 1996). Przewodniczył kapitule Konkursu o Nagrodę i Medal Zygmunta Glogera, od 1984 prowadzonego przez Społeczne Stowarzyszenie Prasoznawcze „Stopka” z Łomży. W latach 1990–1997 pełnił funkcję przewodniczącego Polsko-Niemieckiej Komisji Podręcznikowej. Jego żoną była historyk Julia Tazbir.
Zmarł w Warszawie, pochowany na cmentarzu Komunalnym Północnym (kwatera W-VII-8-4-9).

## Wybrane publikacje
- Święci grzesznicy i kacerze, Wiedza Powszechna (1959)
- Piotr Skarga. Szermierz kontrreformacji (1962)
- Historia Kościoła katolickiego w Polsce (1460–1795) (1966)
- Państwo bez stosów. Szkice z dziejów tolerancji w Polsce w XVI i XVII w., Wydawnictwo Iskry (1967)
- Arianie i katolicy (1971)
- Rzeczpospolita szlachecka wobec wielkich odkryć, tom 249 serii wydawniczej Omega (1973)
- Kultura szlachecka w Polsce (1978)
- Spotkania z historią (1979)
- Tradycje tolerancji religijnej w Polsce (1980)
- Świat panów Pasków (1986)
- Kultura polskiego baroku (1986)
- Od Haura do Isaury – szkice o literaturze (1989)
- Protokoły mędrców Syjonu. Autentyk czy falsyfikat (1992, 1996 (czes.), 2003, 2004)
- Okrucieństwo w nowożytnej Europie (1993)
- Reformacja, kontrreformacja, tolerancja (1997)
- Polska na zakrętach dziejów (1997)
- W pogoni za Europą (1998)
- Pożegnanie z XX wiekiem, Wydawnictwo Iskry (1999)
- Silva Rerum Historicarum (2002)
- Polska. Losy państwa i narodu do 1939 roku (współautor), Wydawnictwo Iskry (2003)
- Łyżka dziegciu w ekumenicznym miodzie (2004)
- Polacy na Kremlu i inne historyje, Wydawnictwo Iskry (2005)
- Długi romans z muzą Klio, Wydawnictwo Iskry (2007)
- W co wierzymy? (2007, jeden ze współautorów)
- Czego się boimy? (2008, jeden ze współautorów)
- Co kochamy? (2009, jeden ze współautorów)
- Prawda i fałsz. O polskiej chwale i wstydzie (2010, jeden ze współautorów)
- Pokuszenie historyczne. Ze świata szabel i kontuszy (2011)
- Od sasa do lasa, Wydawnictwo Iskry (2011)[7][8][9]

## Ordery i odznaczenia
- Krzyż Komandorski z Gwiazdą Orderu Odrodzenia Polski (12 stycznia 1999)[10]
- Krzyż Komandorski Orderu Odrodzenia Polski (1992)[11]
- Krzyż Kawalerski Orderu Odrodzenia Polski (1978)[11]
- Złoty Krzyż Zasługi[12]
- Medal Komisji Edukacji Narodowej[12]
- Złoty Medal „Zasłużony Kulturze Gloria Artis” (2 września 2008)[13][14]
- Medal „Zasłużony dla Tolerancji” (1998)
- Medal ZAiKS-u (1998)[15]
- Odznaka Honorowa ZAiKS-u (1993)[15]

## Nagrody i wyróżnienia
- Nagroda TWP i miesięcznika „Problemy” za popularyzację wiedzy historycznej (1977)[12]
- Nagroda Sekretarza Naukowego PAN (1978)[12]
- Nagroda „Miesięcznika Literackiego” (1987) za książkę Szlaki kultury polskiej (Państwowy Instytut Wydawniczy)[16]
- Nagroda Fundacji Alfreda Jurzykowskiego (1988, USA)[11]
- Nagroda im. Tadeusza Kotarbińskiego (nadana przez Towarzystwo Krzewienia Kultury Świeckiej w 1989)[17]
- Tytuł doktora honoris causa Uniwersytetu Opolskiego (2000)[18]
- Tytuł doktora honoris causa Rosyjskiej Akademii Nauk (2000)[11]
- Nagroda im. Profesora Hugona Steinhausa (2001)[19]
- Medal Puszkina (2001, Rosja)[20]
- tytuł „Honorowy Obywatel Kałuszyna” (2008)[21]
- Nagroda miesięcznika „Odra” za zbiór napisanych z wielką pasją i talentem literackim esejów historycznych Od sasa do lasa (2011)[22]